# 2024년 하계 올림픽 탄자니아 선수단
탄자니아는 2024년 7월 26일부터 8월 11일까지 파리에서 열리는 2024년 하계 올림픽에 출전했다. 1964년 탕가니카(Tanganyika)라는 이름으로 국가가 공식 데뷔한 이래, 탄자니아 선수들은 콩고가 주도한 보이콧의 일부인 1976년 몬트리올 올림픽을 제외하고 모든 하계 올림픽에 출전했다.

## 출전 선수
| 종목 | 남자 | 여자 | 전체 |
| ---- | ---- | ---- | ---- |
| 육상 | 2    | 2    | 4    |
| 유도 | 1    | 0    | 1    |
| 수영 | 1    | 1    | 2    |
| 전체 | 4    | 3    | 7    |

## 매달 집계
| 종목 | 1 | 2 | 3 | 합계 |
| 종목 | ' | ' | ' | '    |
| 종목 | ' | ' | ' | '    |
| 종목 | ' | ' | ' | '    |
| 합계 | ' | ' | ' | '    |

## 같이 보기
- 2024년 하계 올림픽